# Dzsavád Allahverdi
Dzsavád Allahverdi (perzsául: جواد الله‌وردی; Száve, 1952. június 16. –) iráni válogatott labdarúgó.

## Pályafutása

### Klubcsapatban
1970 és 1974 között a Tádzs FC csapatában játszott, melynek tagjaként 1971-ben bajnoki címet szerzett. 1974 és 1981 között a Perszepolisz játékosa volt, mellyel szintén megnyerte az iráni bajnokságot 1976-ban.

### A válogatottban
1978-ban 2 alkalommal szerepelt az iráni válogatottban. Részt vett az 1972. évi nyári olimpiai játékokon és az 1978-as világbajnokságon.

## Sikerei, díjai
Tádzs FC
- Iráni bajnok (1): 1970–71

Perszepolisz FC
- Iráni bajnok (1): 1975–76